# Кодарі
Кодарі — невелике село, розташоване на кордоні з Тибетом і Китаєм. Село розташоване в кінцевій точці шосе Арніко, яке з'єднує Кодарі зі столицею Катманду. Катманду лежить на 144 км від Кодарі. Кодарі є основним пунктом пропуску з Непалу в Тибетський автономний район.
Кодарі є частиною сільського муніципалітету Бхотекоші в окрузі Сіндхупалчок провінції Багматі (раніше VDC Татопані зони Багматі Центрального регіону розвитку; з 1990–2017 рр.). З іншого боку — місто Чжанму (також відоме як Драм або Кхаса на непальській), розташоване в повіті Ньялам префектури Шигадзе в Тибеті. 

## Історія
У давнину звідси починався трансгімалайський караванний шлях. Неварські торговці прямували з Кодарі на північ і, перетнувши перевал Куті, повернули на схід, щоб продовжити свою подорож через Тибетське плато до Лхаси. Будувався 115 кілометровий відтинок дороги Катманду-Кодарі протягом періоду 1963-67 років. У Непалі воно було названо шосе Араніко, а за його межами – Китайським національним шосе 318. Станом на 2011 рік Непал планує розширити його до шести металевих смуг.

## Географія
Кодарі розташований на висоті 2,515 метрів. Кодарі лежить на 144 км від Катманду. Набір висоти - від 1,317 до 2,300 метрів. У ясний день Гімалайський ланцюг видно обабіч дороги. Від Чжанму до Ньялама відстань 33 км набір висоти становить від 2,300 до 3,750 метрів.

## Транспорт
Кодарі знаходиться трохи на південь від мосту Дружби та вище прикордонного переходу, де шосе Араніко переходить в китайське національне шосе 318 і відразу проходить повз село Чжанму в префектурі Шигаце округу Ньялам Тибетського автономного району на шляху до Шигадзе. До землетрусу туристи, які подорожували між Непалом і Тибетом, значною мірою користувалися цим переходом, також існувала значна транскордонна торгівля.

## Галерея

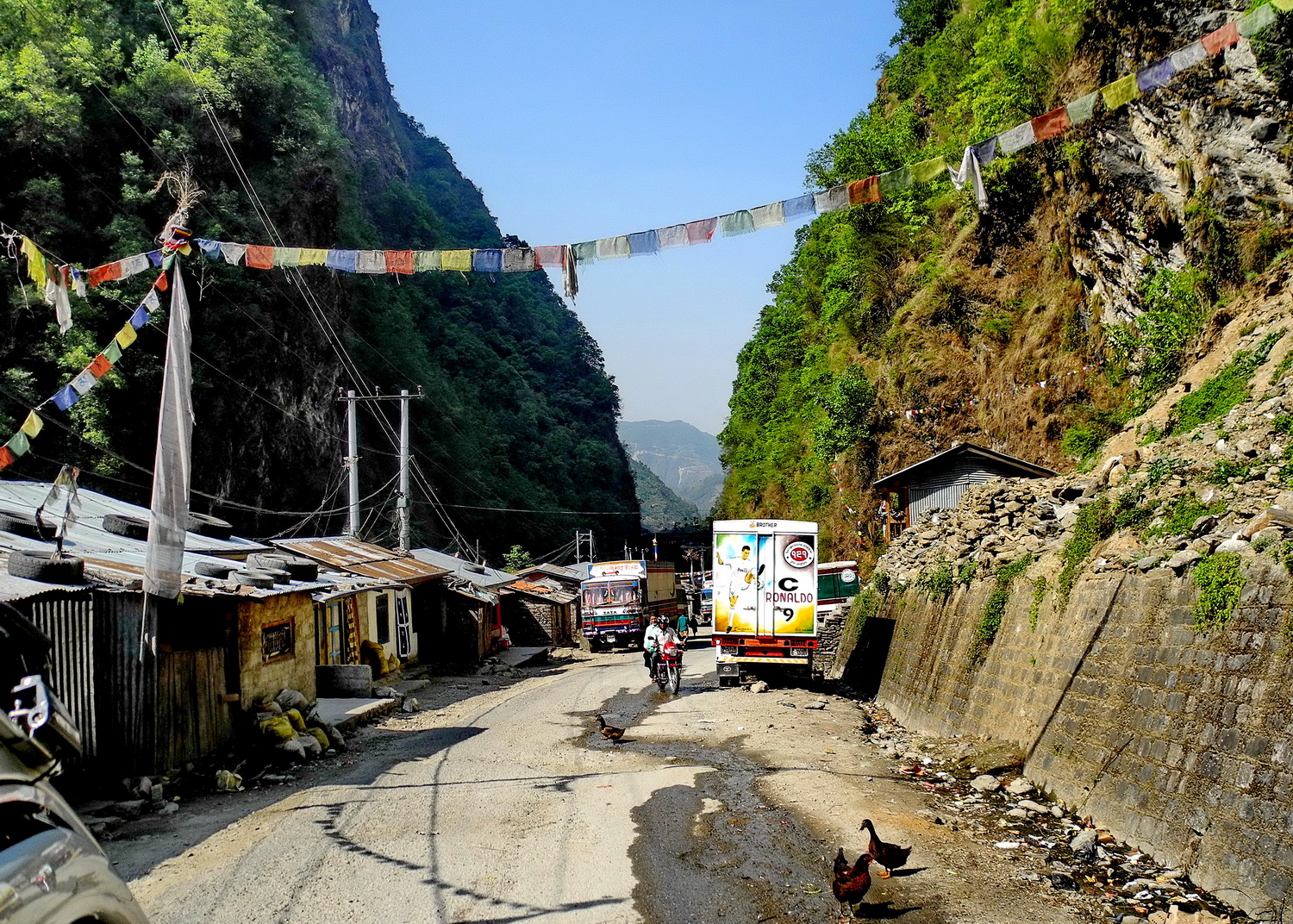
Шосе Араніко в Кодарі перед мостом китайсько-непальської дружби.
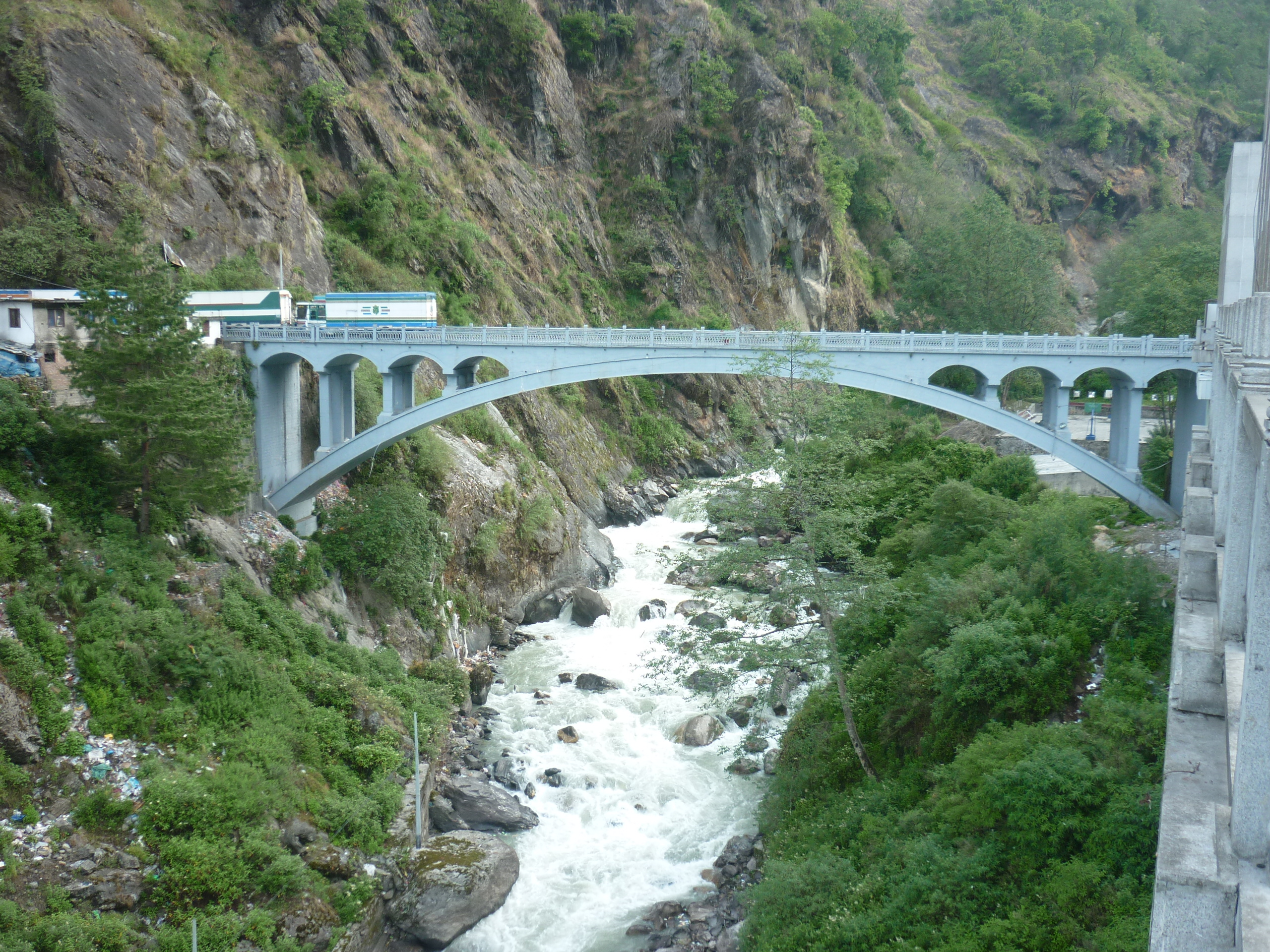
Міст китайсько-непальської дружби з Непалом ліворуч і Китаєм праворуч від річки Сан-Косі.
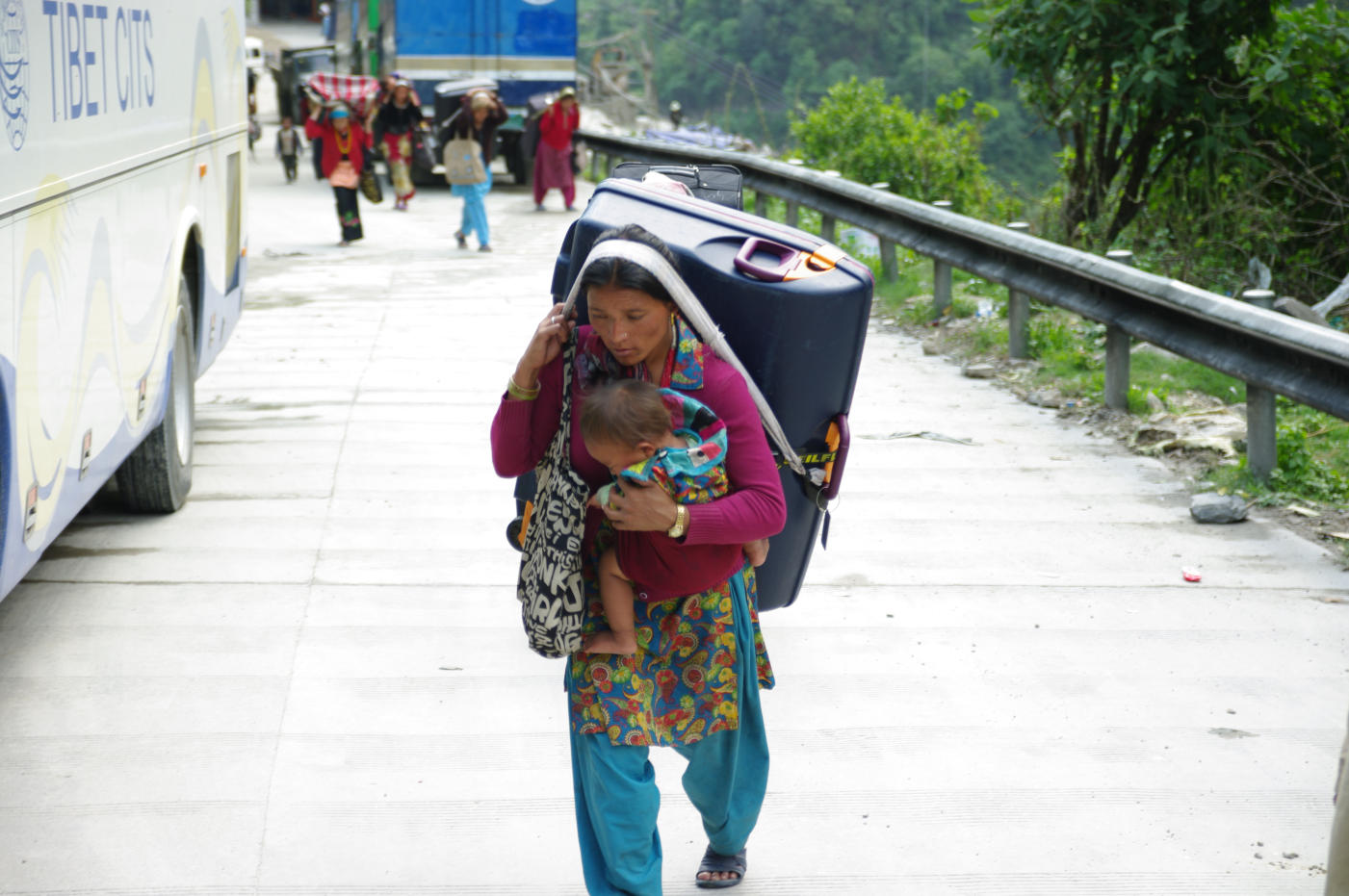
Жінки наполегливо працюють на прикордонному переході на мосту китайсько-непальської дружби.
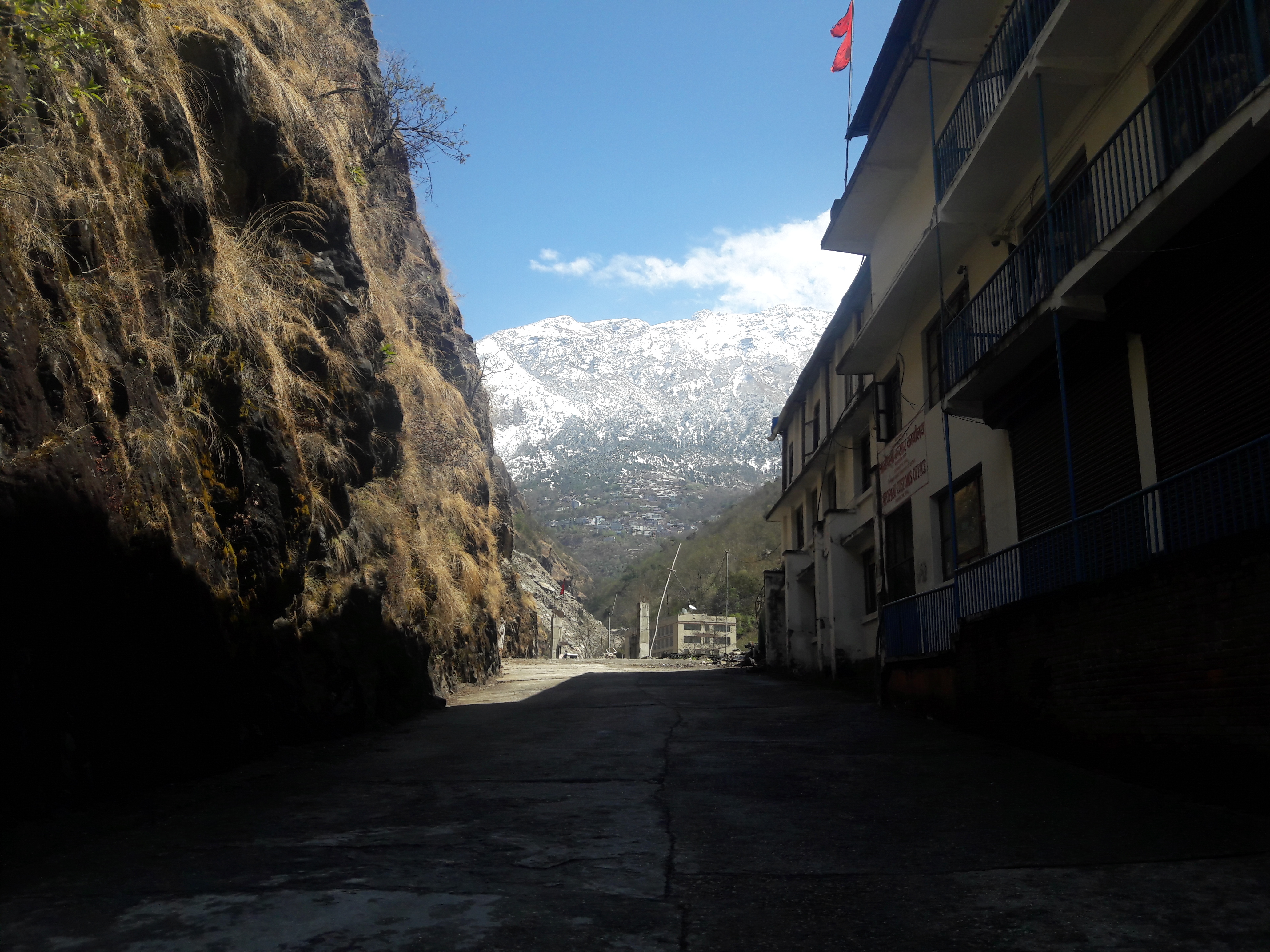
Митні будівлі Кодарі з видом на Чжанму на схилі гори на задньому плані.